# Ла-Маддалена
Ла-Маддале́на (итал. La Maddalena, сард. Sa Madalena, местн. A Madalena) — коммуна в Италии, на архипелаге Ла-Маддалена в провинции Сассари региона Сардиния.
Население составляет 11 478 человек, плотность населения — 232,48 чел./км². Занимает площадь 49,37 км². Почтовый индекс — 7024. Телефонный код — 0789.
Покровительницей населённого пункта считается Мария Магдалина. Праздник ежегодно отмечается 22 июля.